# Woohoo
Woohoo é um canal de TV por assinatura brasileiro, voltado para os esportes de ação, jogos eletrônicos, música e comportamento jovem. Em Portugal foi lançado no início de 2013 em exclusivo na ZON.

## História

Logo do Woohoo usado entre maio de 2006 e agosto de 2014

O Woohoo estreou em maio de 2006 na TV por assinatura. Foi o primeiro canal da América Latina dedicado exclusivamente aos esportes de ação, música e comportamento jovem. Além de ser o primeiro, é único, porque foi criado com a experiência dos precursores Antônio Ricardo e Ricardo Bocão, que comandam uma equipe que cresceu assistindo Realce e aos programas deles nas TVs aberta e por assinatura. A emissora também possuía um bloco de programação no canal aberto CNT, sendo exibido diariamente das 14h ás 14h30. Em novembro de 2006, o Woohoo entra para a família dos canais Turner, junto com Cartoon Network, TNT, CNN, Boomerang e outros. Em outubro de 2010, chega a marca de 1 milhão de residências, troca o seu pacote gráfico, inaugura três novos estúdios de programação, estreia cinco novos programas chegando a marca de 40 programas em sua grade. A emissora também lançou um novo grafismo. Em 2011, o canal firmou uma parceria com o grupo Stenna Internacional, buscando aumentar a sua presença nas operadoras de TV por assinatura.

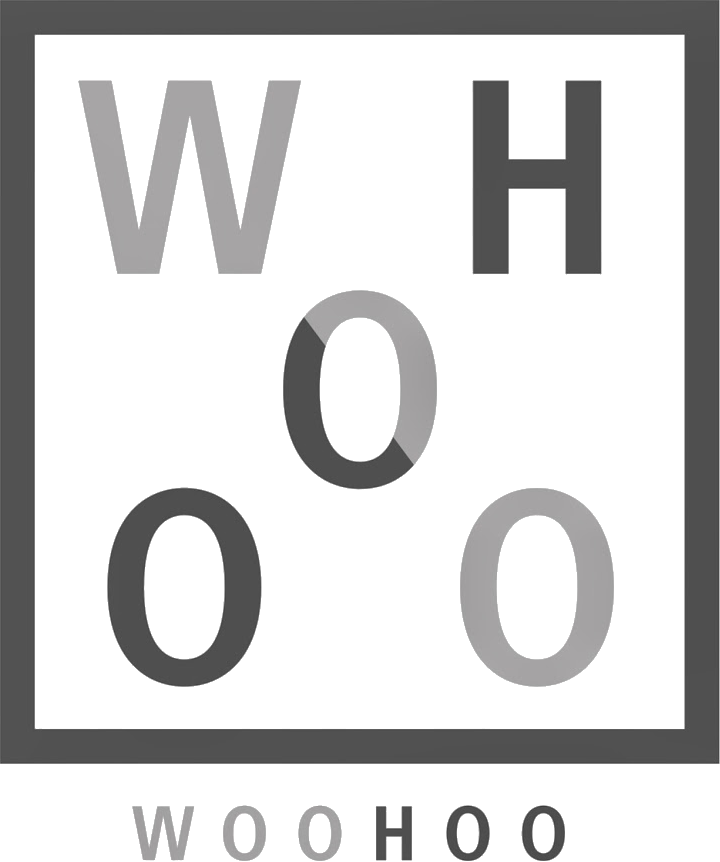
Logotipo do Woohoo usado entre agosto de 2014 e abril de 2023

No dia 14 de agosto de 2013, o canal deixa a parceria com Turner, visando obter a classificação de canal "superbrasileiro". Como parte das mudanças, em 18 de agosto de 2014, o canal lançou o seu novo logotipo, além de reformular por completo a sua grade, passando a exibir séries estrangeiras como Ideal e Younger, além de transmitir documentários e programas sobre viagens, alimentação e esportes, adotando uma linha mais generalista e aumentando a produção de atrações nacionais, mas mantendo o foco no público jovem.
Em maio de 2020, o canal passou a ser totalmente gerido pela Stenna Internacional, sendo presidido por Carolina Vargas, ampliando a parceria firmada em 2011. Em 15 de outubro de 2022, o contrato com o grupo não é renovado e a emissora voltou a ser independente, passando a sua distribuição para o grupo Media Mundi.
Em fevereiro de 2023, o canal apresenta ao público o conceito que seria o seu novo logotipo e transmitiu ao vivo o Campeonato Mundial de Apex Legends, marcando os primeiros rumores de uma nova reformulação na grade. Em abril, o canal Woohoo passou a pertencer 100% à holding Brickto Games. Com isso, a emissora passou a apostar totalmente em conteúdo geek e gamer, seguindo os passos da PlayTV entre os anos de 2006 e 2020, e, posteriormente desde 2023, e da Loading entre 2020 a 2021. O objetivo do canal é abraçar a comunidade dos jogos online e a cultura pop. No mesmo mês, a emissora anunciou novos programas, apresentadores e temáticas que passaram a ocupar a grade de programação. Essas mudanças refletem o compromisso da emissora em fornecer conteúdo de qualidade para seu público-alvo. Junto com as mudanças, o canal alterou pela terceira vez o seu logotipo. Em outubro, firmou parceria com o canal do YouTube Desimpedidos para a cobertura do Brasil Game Show, a maior feira livre de videogames da América Latina.